# 沃尔特·默奇

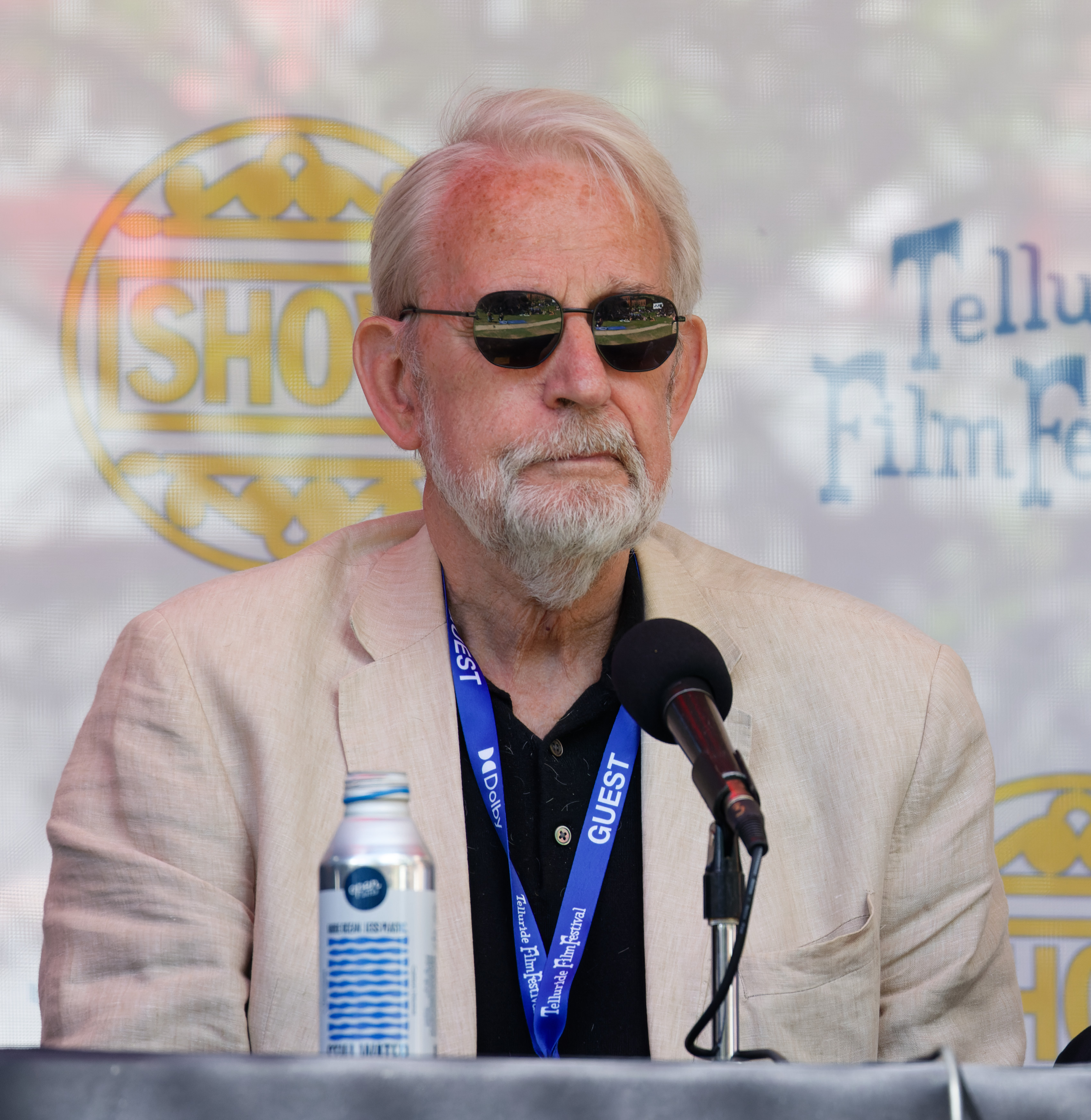
沃尔特·默奇

沃尔特·斯科特·默奇（Walter Scott Murch，1943年7月12日—）是一位美国电影剪辑师、导演、编剧。默奇生于纽约，母亲是加拿大出生的画家。 他的祖父是一位音乐教师，祖母是一位加拿大医生、教育家和基督教传教士。1961年至1965 年期間，默奇就读于约翰·霍普金斯大学。 1965年，默奇考入南加州大学电影艺术学院攻讀研究生，並與乔治·卢卡斯、賀爾·巴伍德和约翰·米利厄斯等成為同学。1969年毕业。 他曾參與製作现代启示录、教父、教父2、教父3、 美國風情畫 、人鬼情未了和英倫情人。1988年，默奇担任菲利普·考夫曼执导的情陷布拉格的剪辑師。  他曾三次获得奥斯卡金像奖（九次提名：六次提名最佳剪辑奖，三次提名最佳混音奖）。 